# شهرستان رماه
ناحیهٔ رماه (به عربی: مدیریة رماه) یک ناحیه در یمن است که در استان حضرموت واقع شده‌است.
ناحیهٔ رماه  ۶٬۳۵۷ نفر جمعیت دارد.